# Janine Flock
Janine Flock, née le 25 juillet 1989 à Hall in Tirol est une skeletoneuse autrichienne.

## Carrière
Elle débute en équipe nationale en 2006, et participe à des épreuves de Coupe du monde à partir de 2010. Flock obtient ses premiers résultats significatifs en 2013, avec le premier podium en Coupe du monde lors de saison 2013-2014 à Lake Placid, et le titre de championne d'Europe acquis lors de la manche de Königssee.

## Palmarès

### Championnats du monde
- Igls 2016 :  médaille d'argent en individuel.
- Igls 2016 :  médaille de bronze par équipes.
- Altenberg 2020 :  médaille de bronze en individuel.

### Coupe du monde
- 3 globes de cristal en individuel : en 2015, 2021 et 2025.
- 42 podiums individuels : 13 victoires, 11 deuxièmes places et 18 troisièmes places.
- 2 podiums mixtes : 2 deuxièmes places.

#### Détails des victoires en Coupe du monde
| Édition   | Piste                               | Total |
| 2014-2015 | Saint-Moritz                        | 1     |
| 2015-2016 | Saint-Moritz                        | 1     |
| 2016-2017 | Lake Placid                         | 1     |
| 2017-2018 | Lake Placid Saint-Moritz            | 2     |
| 2018-2019 | Igls                                | 1     |
| 2020-2021 | Sigulda x 2 Igls                    | 3     |
| 2021-2022 | Sigulda                             | 1     |
| 2024-2025 | Winterberg Saint-Moritz Lillehammer | 3     |

### Championnats d'Europe
- Igls 2013 :  médaille d'argent en individuel.
- Königssee 2014 :  médaille d'or en individuel.
- Igls 2015 :  médaille d'argent en individuel.
- Saint-Moritz 2016 :  médaille d'or en individuel.
- Winterberg 2017 :  médaille d'argent en individuel.
- Igls 2018 :  médaille de bronze en individuel.
- Igls 2019 :  médaille d'or en individuel
- Sigulda 2020 :  médaille de bronze en individuel.
- Winterberg 2021 :  médaille de bronze en individuel.
- Saint-Moritz 2022 :  médaille d'argent en individuel.
- Altenberg 2023 :  médaille d'argent en individuel.
- Lillehammer 2025 :  médaille d'or en individuel.